# SubEthaEdit
SubEthaEdit ist ein freier Texteditor für macOS, der kollaboratives Schreiben ermöglicht.

## Funktionen
SubEthaEdit bietet für Entwickler nützliche Funktionen wie Syntaxhervorhebung, Suchen/Ersetzen mit regulären Ausdrücken, Navigation im Text über Symbole, automatisches Einrücken, automatisches Ergänzen und Unicode. Es werden in der Grundversion über 27 Sprachen unterstützt; weitere werden von der Open-Source-Community zur Verfügung gestellt. Der Editor arbeitet über Schnittstellen mit zahlreichen Programmen zusammen, etwa für File-Transfer (unter anderem diverse FTP-Programme) und ermöglicht dadurch einfaches Bearbeiten von Dateien, die auf Servern platziert sind.
Durch die Nutzung des Bonjour-Protokolls erkennt SubEthaEdit alle Benutzer im lokalen Subnetz und kann so ohne jegliche Konfiguration benutzt werden. Um gemeinsam zu arbeiten, kann man entweder ein lokales Dokument freigeben oder andere verfügbare Benutzer per Drag and Drop in ein lokales Dokument einladen.
Der einzelne Text jedes Benutzers, wird farblich gekennzeichnet. So kann sofort gesehen werden, wer was geschrieben hat. Eine technische Beschränkung der Anzahl Benutzer, die gleichzeitig an einem Dokument arbeiten können, gibt es nicht.

## Lizenz
SubEthaEdit war bis zur Version 2.3 kostenfrei für nicht-kommerzielle Anwender. Die Versionen 2.3 – 4.1 waren nur noch kommerziell erhältlich. Im November 2018 wurde SubEthaEdit als freie Software unter der MIT-Lizenz veröffentlicht.

## Geschichte
Der Name geht auf das Sub-Etha-Kommunikationsnetzwerk aus der Per-Anhalter-durch-die-Galaxis-Reihe zurück.
Das Programm wurde 2003 mit dem Apple Design Award und dem Mac OS X Innovators Award ausgezeichnet.